# Casa dell’Argenteria

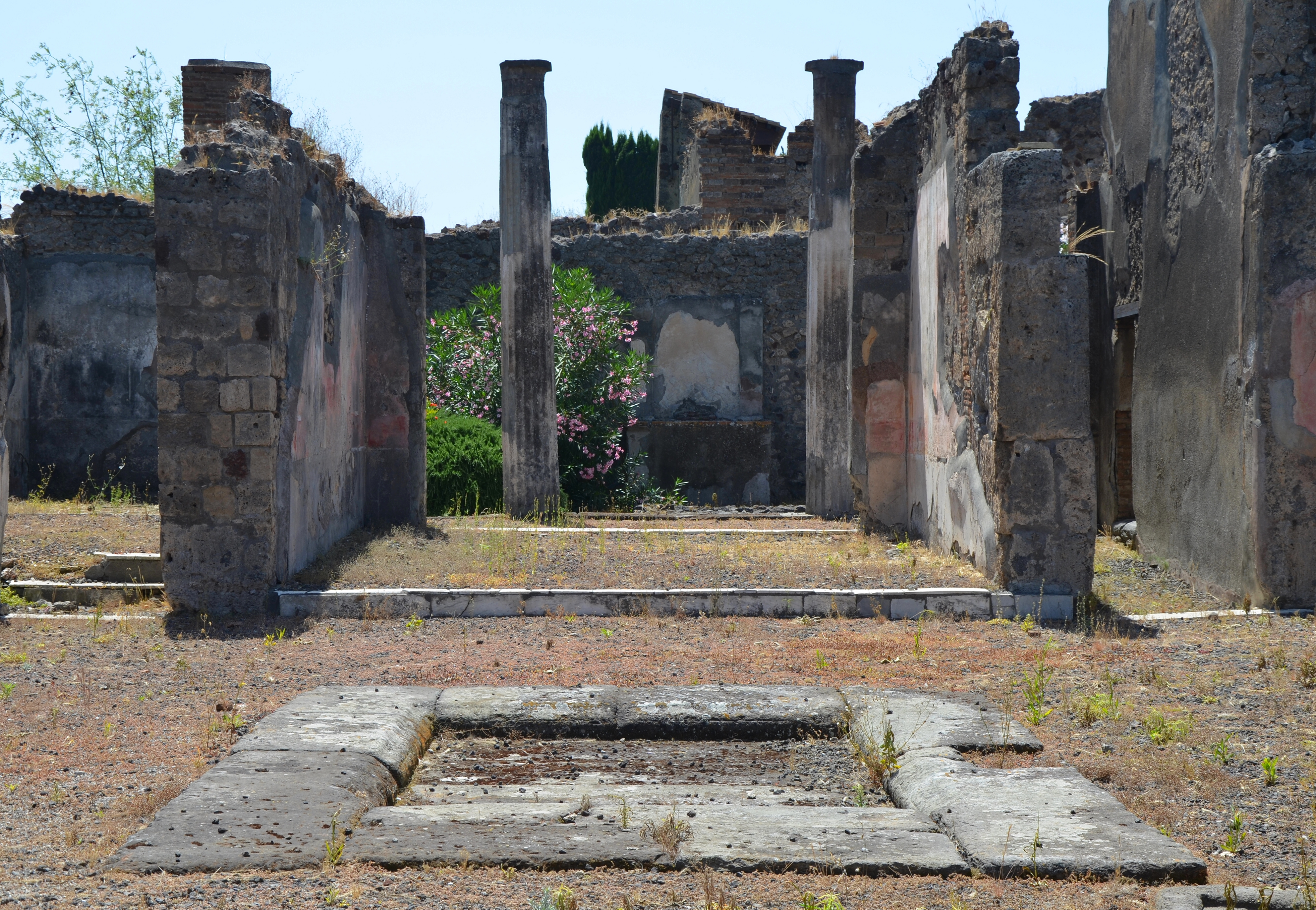
Blick in das Atrium

Die Casa dell’Argenteria (Haus der Silberware, auch Domus P. Antisti Maximi et L. Laeli Trophimi) ist ein Wohnhaus in Pompeji (VI.7.21/22), das in den 1830er-Jahren ausgegraben und 1976 restauriert wurde. Es erhielt seinen modernen Namen von dem Fund silbernen Tafelgeschirrs. Da die Häuser nach den Ausgrabungen im 19. Jahrhundert selten geschützt wurden, ist von der einst reichen malerischen Ausstattung des Hauses heute nur noch wenig erhalten. Einige Wandbilder wurden jedoch schon früh aus der Wand geschnitten und befinden sich heute im Archäologischen Nationalmuseum Neapel.

## Beschreibung
Das aus dem 2. Jahrhundert v. Chr. stammende Haus erhielt seinen Namen vom Fund von 14 zum Teil reich dekorierten silbernen Gefäßen in einem Seitenraum. Hier fanden sich auch 199 Münzen aus verschiedenen Metallen. Das Haus besitzt ein toskanisches Atrium mit diversen darum angeordneten Räumen, dahinter befindet sich das Tablinum und darauf folgt das Peristyl. Es gibt ein zweites, kleineres Atrium mit vier Säulen. Das Haus war weitestgehend im 4. Stil ausgemalt, der kurz vor dem Untergang der Stadt in Mode war. Nur einige Malereien sind von Kopien im 19. Jahrhundert her besser bekannt. Einige Bilder befinden sich heute in Neapel. Dazu gehört eine Darstellung des Narziss. und der Selene und des Endymion. Lawrence Richardson Jr. schrieb diese beiden Bilder dem Iphigenia-Maler zu. Ein weiteres Bild, das sich heute in Neapel befindet, zeigt Apollon oder Helios, das Richardson wiederum dem Adorne-Ferito-Maler zuschreibt.
Zwei Siegel fanden sich im Haus mit den Aufschriften L.LAE TRO (zu lesen als L. Laelius Trophimus – CIL X 8058, 44) und P. ANTIST MAXIMI (zu lesen als P. Antistius Maximus – CIL X 8058, 5). Es mag sich um die letzten Besitzer des Hauses handeln.

## Galerie

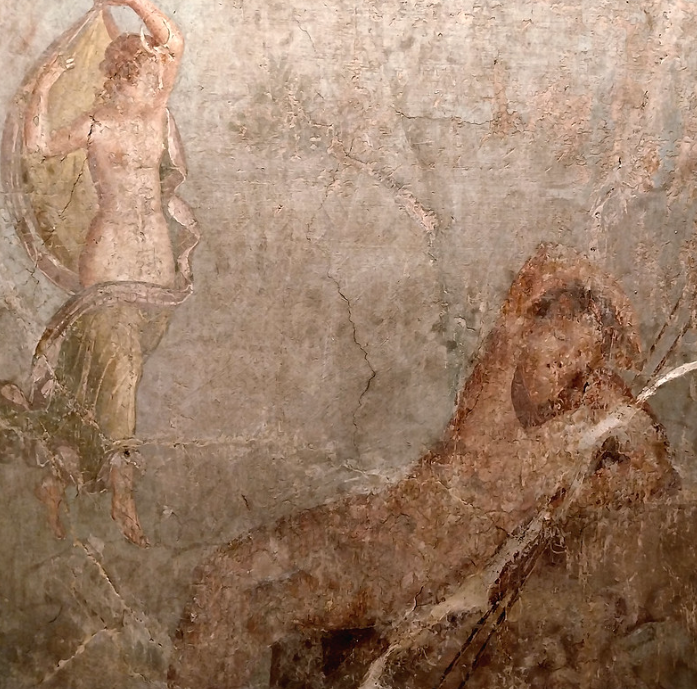
Selene und Endymion
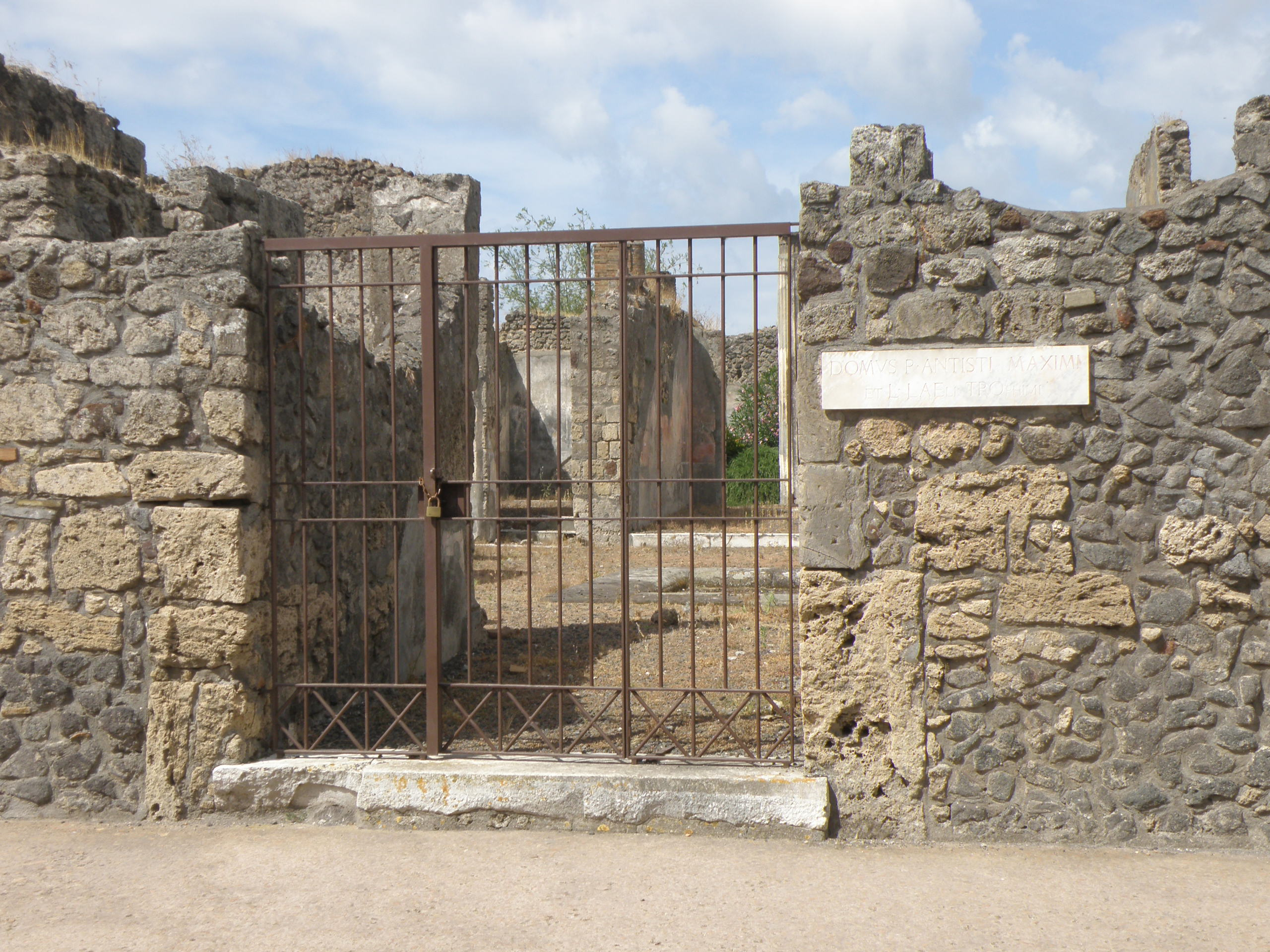
Eingang des Hauses
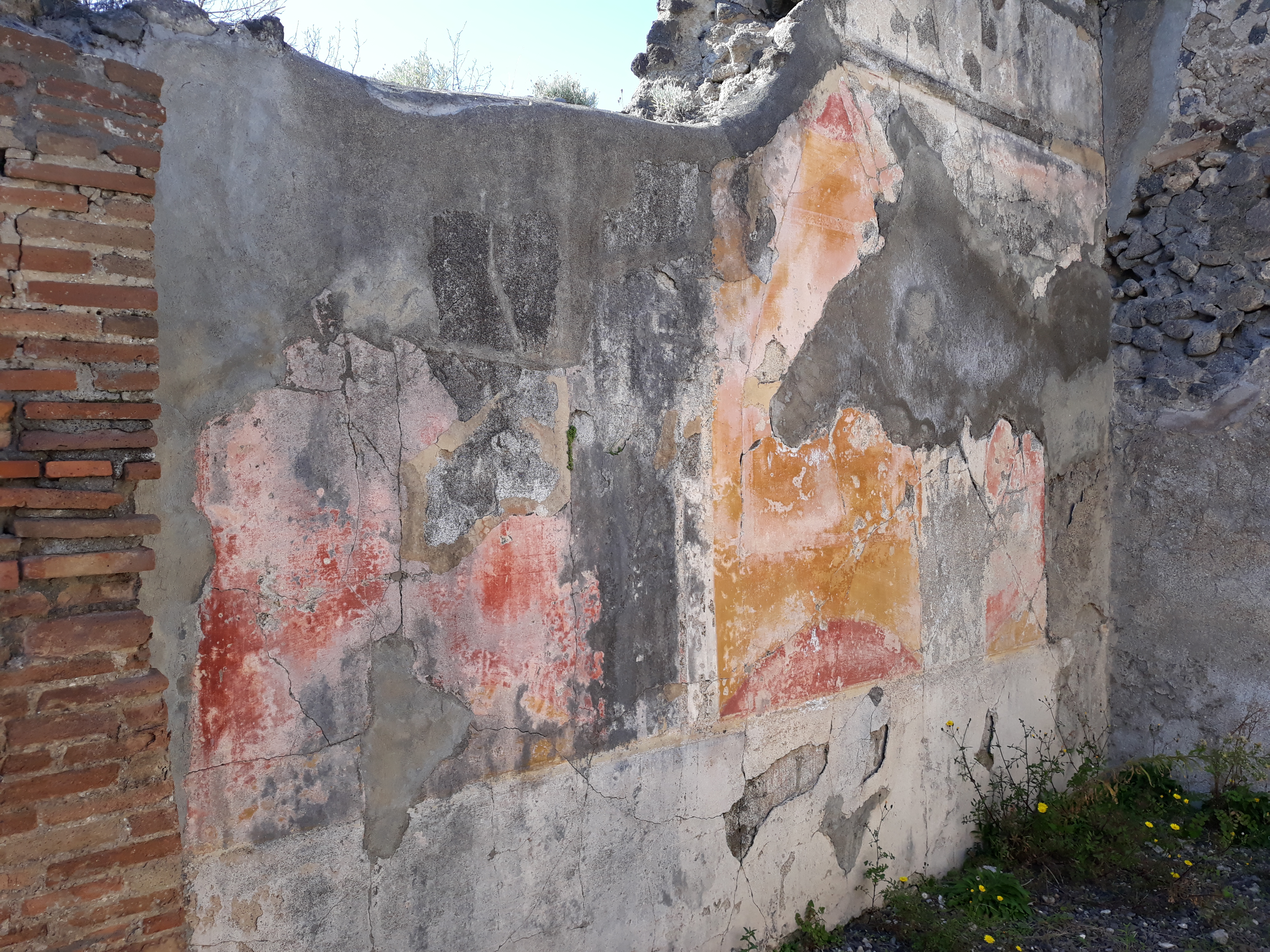
Reste von Wandmalereien
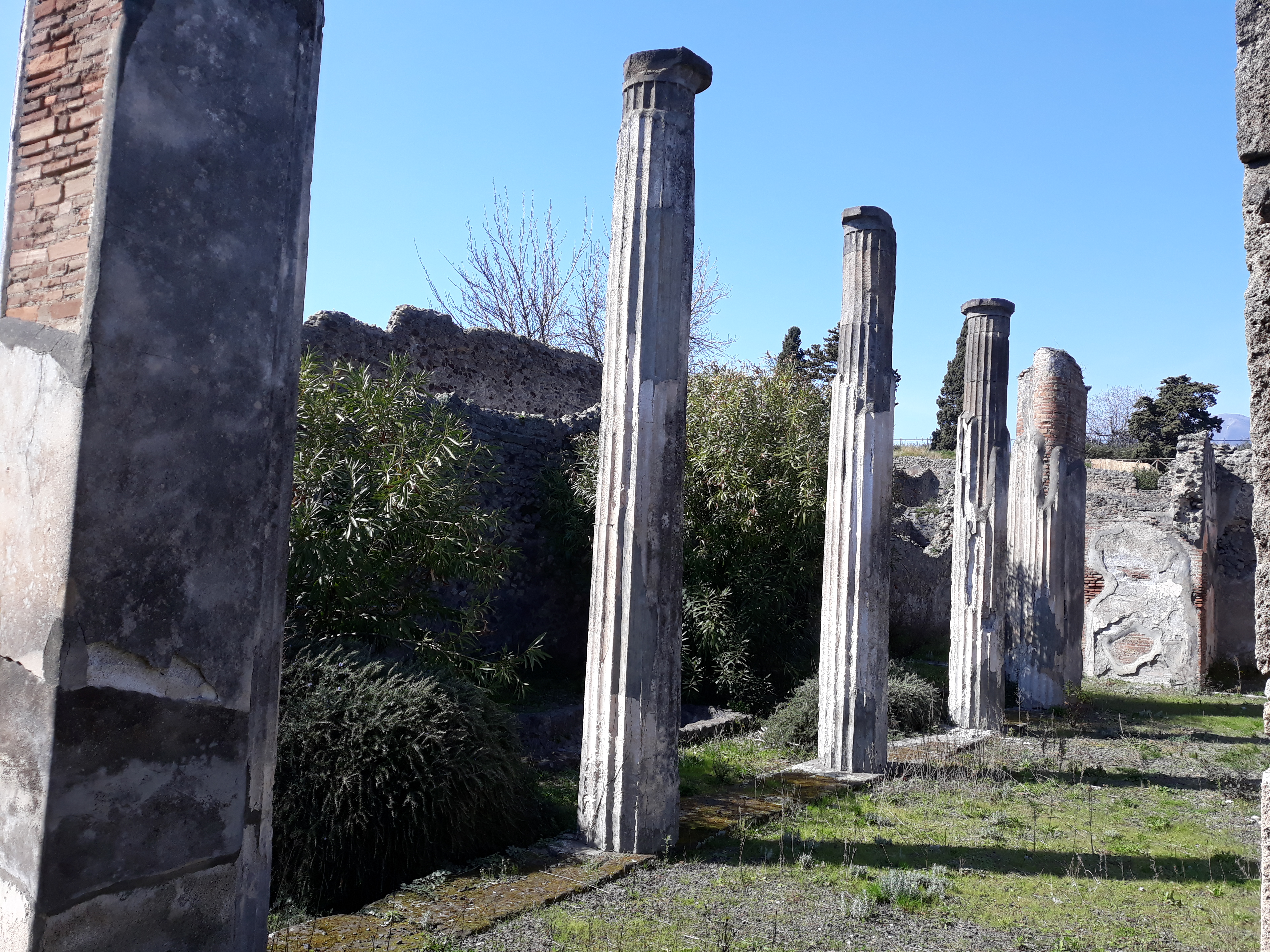
Peristyl
Zwei Silberkelche